# لوک (مریلند)
لوک (به انگلیسی: Luke) شهری در ایالت مریلند کشور ایالات متحده آمریکا است که جمعیت آن در سرشماری سال ۲۰۱۰ میلادی، ۶۵ نفر بوده‌است.